# Na’ur
Na’ur (arab. ناعور) – miasto w Jordanii, w muhafazie Amman. W 2004 roku liczyło 15 439 mieszkańców.